# Domenico Neri
Domenico Neri (Arezzo, 10 ottobre 1952) è un dirigente sportivo, allenatore di calcio ed ex calciatore italiano, di ruolo centrocampista.
È soprannominato "Menchino".

## Carriera

### Giocatore
Cresciuto calcisticamente nella squadra della sua città, l'Arezzo, con gli amaranto esordisce in Serie B il 4 giugno 1972 nella gara interna persa 1-2 contro il Sorrento, disputando 3 incontri con 1 gol all'attivo nel finale del campionato 1971-1972. Dopo un'altra stagione ad Arezzo in cadetteria, disputa sei campionati consecutivi (dal 1973 al 1979 in Serie C, con le maglie di Empoli, Massese e Reggiana.
Nel giugno 1979 passa al Como neopromosso in Serie B, ma non trova spazio e in autunno torna all'Arezzo, con cui militerà per otto stagioni (tre in Serie C1 e, dopo la promozione del 1981-1982, cinque in Serie B), diventandone anche il capitano. Chiude col calcio al termine della stagione 1987-1988, nella quale indossa la maglia del Montevarchi.
In carriera ha totalizzato complessivamente 160 presenze e 19 reti in Serie B.

### Allenatore
Nella stagione Serie C1 1991-1992 guida l'Arezzo, all'undicesimo posto del campionato di Serie C1.

### Dirigente
Nell'agosto del 2010 diventa dirigente dell'Arezzo, sua ex squadra.

## Palmarès

### Giocatore

#### Competizioni nazionali
- Serie B: 1

Como: 1979-1980
- Serie C1: 1

Arezzo: 1981-1982
- Coppa Italia Semiprofessionisti: 1

Arezzo: 1980-1981